# Jade (X Japan)
Jade è un singolo del gruppo musicale giapponese X Japan, uscito il 28 giugno 2011 come download digitale su iTunes.

## Tracce
1. Jade - 6:19 (Yoshiki - Yoshiki)

## Formazione
- Toshi - voce
- Hide - chitarra
- Heath - basso
- Pata - chitarra
- Sugizo - chitarra
- Yoshiki - batteria & pianoforte